# Gitarrluta
En gitarrluta, även kallad lutgitarr, är ett sexsträngat musikinstrument som ser ut som en luta, men är stämt som en vanlig gitarr.

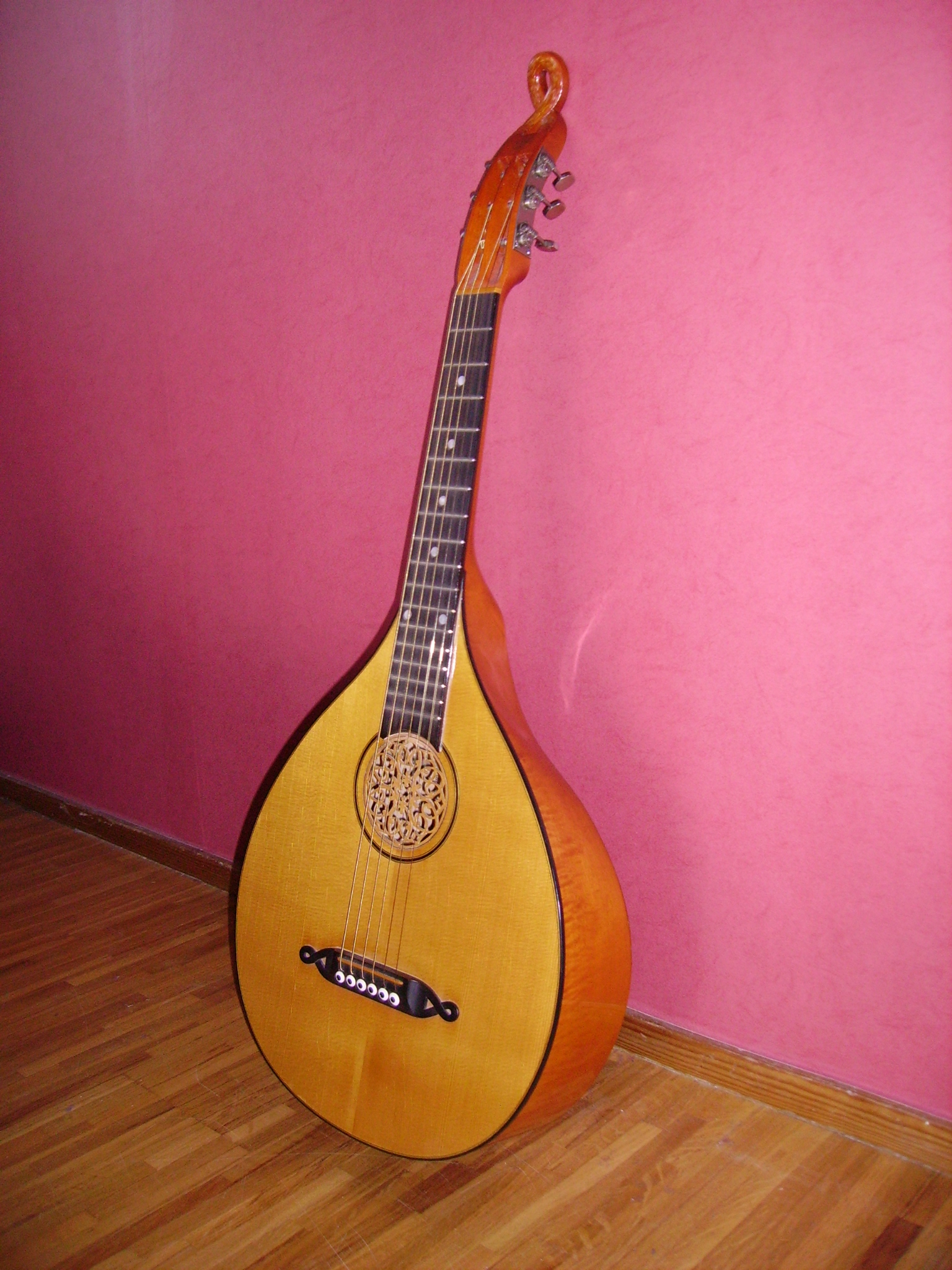
Gitarrluta av märket Crafton